# Militäroperation Medak
Die Operation Medak-Kessel (kroatisch Operacija Medački džep, englisch Operation Medak Pocket) war eine Militäroperation der kroatischen Armee zwischen dem 9. und 17. September 1993 im Gebiet der südlichen Lika. Dabei eroberten kroatische Einheiten nahe Gospić beim Dorf Medak einen Teil der von serbischen Separatisten ausgerufenen Republik Serbische Krajina.
Die kroatische Offensive war anfangs erfolgreich und besiegte die serbischen Freischärler in dem Gebiet. Die kroatischen Streitkräfte wurden im Anschluss an die Aktion angeklagt, Kriegsverbrechen gegen die örtliche serbische Bevölkerung begangen zu haben und UN-Friedenstruppen beschossen zu haben. Der kommandierende General Mirko Norac wurde deswegen im Mai 2008 vom Landgericht in Zagreb zu sieben Jahren Gefängnis verurteilt.
Trotz des militärischen Erfolges entwickelte sich die Aktion zu einem Rückschlag für die kroatische Politik. Nach starkem internationalen Druck mussten sich die kroatischen Truppen aus dem Gebiet zurückziehen.